# Mörk grenbock
Mörk grenbock (Grammoptera abdominalis) är en skalbaggsart som först beskrevs av Stephens 1831.  Mörk grenbock ingår i släktet Grammoptera och familjen långhorningar.
Artens utbredningsområde är:
- Luxemburg.
- Frankrike.
- Portugal.
- Ukraina.

Enligt den svenska rödlistan är arten otillräckligt studerad i Sverige. Arten förekommer i Götaland. Artens livsmiljö är skogslandskap, jordbrukslandskap. Inga underarter finns listade i Catalogue of Life.

## Bildgalleri

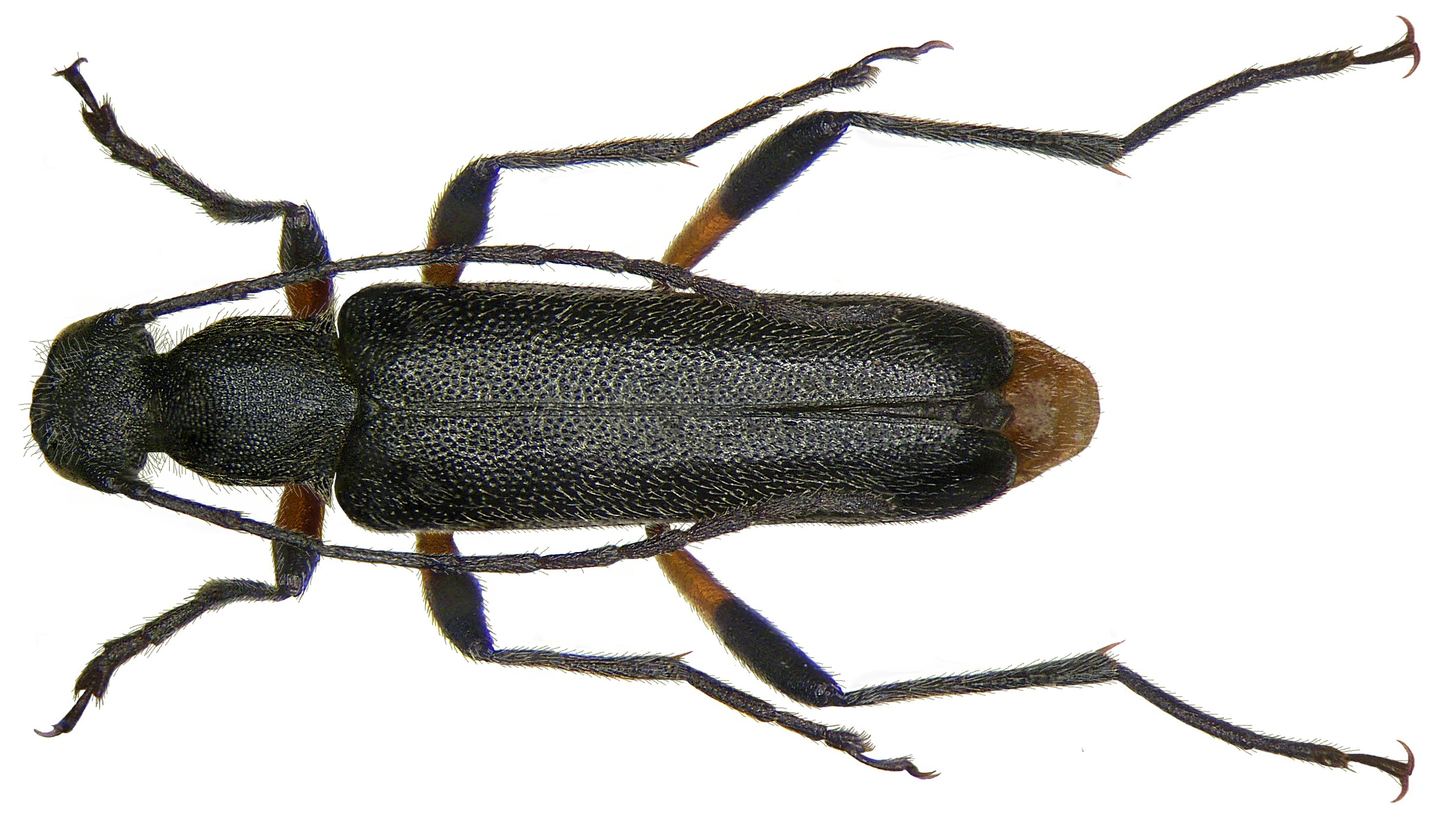